# Klonowa (gromada)
Klonowa – dawna gromada, czyli najmniejsza jednostka podziału terytorialnego Polskiej Rzeczypospolitej Ludowej w latach 1954–1972.
Gromady, z gromadzkimi radami narodowymi (GRN) jako organami władzy najniższego stopnia na wsi, funkcjonowały od reformy reorganizującej administrację wiejską przeprowadzonej jesienią 1954 do momentu ich zniesienia z dniem 1 stycznia 1973, tym samym wypierając organizację gminną w latach 1954–1972.
Gromadę Klonowa siedzibą GRN w Klonowej utworzono – jako jedną z 8759 gromad na obszarze Polski – w powiecie sieradzkim w woj. łódzkim, na mocy uchwały nr 38/54 WRN w Łodzi z dnia 4 października 1954. W skład jednostki weszły obszary dotychczasowych gromad Klonowa, Leliwa, Pawelce i Świątki (z wyłączeniem pustkowia Czekaje i pustkowia Urbany) ze zniesionej gminy Klonowa w tymże powiecie. Dla gromady ustalono 28 27 członków gromadzkiej rady narodowej.
1 stycznia 1958 do gromady Klonowa przyłączono obszary zniesionych gromad Kuźnica Zagrzebska i Owieczki oraz lasy państwowe „Smok” ze znoszonej gromady Niemojew w tymże powiecie.
Gromada przetrwała do końca 1972 roku, czyli do kolejnej reformy gminnej. 1 stycznia 1973 w powiecie sieradzkim reaktywowano gminę Klonowa.